# 땡땡의 모험
땡땡의 모험(프랑스어: Les Aventures de Tintin, 중국조선어: 띵딩의 모험) 또는 틴틴의 대모험은 벨기에의 만화 작가 에르제가 연재한 만화로, 탐방 기자 땡땡(Tintin)과 그의 개 밀루(Milou)가 전 세계를 모험한다는 내용의 만화다. 1929년 1월 10일 벨기에의 〈르 벵티엠 시에클(20세기)〉신문의 어린이 부록〈르 프티 벵티엠(소년 20세기)〉(Le Petit Vingtième)에서 연재를 시작해 1930년 첫 권이 출판되었고, 총 24권이 출판되었다. 50개 언어로 60개국에서 판매되어 만화계의 고전으로 자리잡았다.

## 모험 시리즈
출간연도는 오리지널 프랑스어판의 출간연도를 나타낸 것이다.
1번째~10번째 시리즈는 흑백이었다가 채색하여 재출간하였고, 1940년도에 전체 62쪽으로 고정시켰다.(소비에트에 간 땡땡과 땡땡과 상어 호수는 예외)
11번째 책부터 원판부터 컬러로 출간되기 시작했다. 책 제목은 솔 출판사 공식 표기에 따라 표기하되 "Tintin"은 한국어 위키백과 외국어 표기방침을 따랐다.
| 1. 소비에트에 간 땡땡(Tintin au pays des soviets) (1929–1930) 2. 콩고에 간 땡땡(Tintin au Congo) (1930–1931; 1946, 1975) 3. 미국에 간 땡땡(Tintin en Amérique) (1931–1932; 1945) 4. 파라오의 시가(Les Cigares du pharaon) (1932–1934; 1955) 5. 푸른 연꽃(Le Lotus bleu) (1934–1935; 1946) 6. 부러진 귀((L'Oreille cassée) (1935–1937; 1943) 7. 검은 섬(L'île noire) (1937–1938; 1943, 1966) 8. 오토카 왕국의 지휘봉(Le Sceptre d'Ottokar) (1938–1939; 1947) 9. 황금 집게발 달린 게(Le Crabe aux pinces d'or) (1940–1941; 1943) 10. 신기한 별똥별(L'Etoile mystérieuse) (1941; 1942) 11. 유니콘호의 비밀(Le Secret de la Licorne) (1942–1943) 12. 라캄의 보물(Le Trésor de Rackham le Rouge)(1943–1944) | 13. 일곱개의 수정구슬(Les 7 boules de cristal) (1943–1948) 14. 태양의 신전(Le Temple du soleil) (1946–1949) 15. 검은 황금의 나라(Tintin au pays de l'or noir) (1948–1950; 1972) 16. 달 탐험 계획(Objectif lune) (1950–1953) 17. 달나라에 간 땡땡(On a marché sur la lune) (1950–1954) 18. 해바라기 사건(L'Affaire Tournesol) (1954–1956) 19. 노예선(Coke en stock) (1958) 20. 티베트에 간 땡땡(Tintin au Tibet) (1960) 21. 카스타피오레의 보석(Les Bijoux de la Castafiore) (1963) 22. 시드니행 714편(Vol 714 pour Sydney) (1968) 23. 땡땡과 카니발 작전(Tintin et les Picaros) (1976) 24. 땡땡과 알파아트(Tintin et l'Alph-art) (1986, 2004) 에르제 사후에 미완성 유고작으로 출간됨 25. 땡땡과 상어 호수 (Tintin et le lac aux requins) (1972) 극장판 애니메이션을 원작으로 만들어짐 |

## 캐릭터

### 땡땡과 밀루
땡땡 시리즈의 주요 캐릭터.
땡땡(Tintin)은 만화의 중심 인물로, 젊은 벨기에인 기자로 위험한 상황에서 기지를 발휘하여 문제를 해결한다. '소비에트에 간 땡땡'에서는 '르 프티 벵티엠(소년 20세기)'의 x탐방 기자로 나타났다. '틴틴', '탱탱', '탕탕' 등으로 표기되기도 한다. 
밀루(Milou 영어:Snowy 스노위)는 땡땡과 모험을 같이 하는 흰 강아지로 폭스 테리어종이다. 강아지이지만 땡땡과 대화를 할 수 있다. 뼈다귀를 매우 좋아하고, 술을 좋아하기도 한다. 위험에 처한 땡땡 일행을 도와준다.

### 아독 선장
아독 선장(Capitaine Haddock)은 땡땡의 가장 친한 친구이다. '황금 집게발 달린 게'에서 처음으로 등장한 뒤 계속 나왔다. 라캄의 보물에서 물랭사르 성을 사게 되고 그의 조상 프랑수아 아독 경(프랑스어:François de Hadoque)으로부터 물려받은 보물을 찾아 부자가 되었다. 그는 술과 담배를 매우 좋아하며 옛날에는 선장이어서 늘 욕설을 입에 거의 달고 살지만 악의는 없다. 해군장교 모자를 아끼고 자주 쓰고 다닌다. 욕설의 종류가 매우 다양하다. 정확한 명칭은 영어로는 Captain Archibald Haddock이다.

### 그 외에 등장하는 캐릭터
- 해바라기 박사(Tryphon Tournesol)

라캄의 보물에서 먼저 등장하였으며 귀가 잘 안 들려서 동문서답을 잘 한다. 그는 그가 젊을 때 가라테, 이종격투기 등의 무술을 익혔다. 늘 전자 복사선 연구를 한다고 추를 들고 다닌다. 땡땡과 아독 선장과 같이 달에 간 적이 있다. 아독 선장과 땡땡과 같이 물랭사르 성에 산다. 정확한 영어 명칭은 Professor Cuthbert Caculus다.
- 뒤퐁과 뒤뽕(Dupond et Dupont)[3]

쌍둥이 형사로 인터폴이다. '콩고에 간 땡땡'편에서 1쪽에 딱 한번 출현한후 '파라오의 시가'편에서부터 자세히 나온다. '파라오의 시가'부터 나오는 19개의 책들 뒤로부터 '티베트에 간 땡땡'과 '시드니행 714편'에서만 안 나왔다. 형사지만 매우 어리숙하고 실수를 많이하여 땡땡 일행을 곤란하게 만들기도 한다. 모델은 에르제의 아버지와 작은 아버지다. 영어로는 Mr. Thomson and Thompson이라고 한다.
- 네스토(Nestor)

물랭사르 성의 집사. 유니콘호의 비밀에서 처음으로 등장했다. 과거 르와조 형제의 시중을 들었으나 아독 선장이 성주가 된 이후로 아독 선장의 시중을 들고 있다. 자기 일에 충실하다.
- 세라팽 랑피옹(Seraphin Lampion)

몽다스 보험 회사의 보험 외판원으로 '해바라기 사건'에서 처음 등장한 이후로 아독 선장에게 보험을 들라고 귀찮게 한다.
- 비앙카 카스타피오레(Bianca Castafiore)

오페라 여가수로 별명은 "밀라노의 나이팅게일(혹은 종달새)". '오토카 왕국의 지휘봉'에서 제일 먼저 등장했으며,땡땡 일행에 우호적이다. 그녀의 노래와 극성스러운 성격, 그리고 아독 선장의 이름을 매번 만날 때마다 다른 이름으로 불러 아독 선장을 귀찮게 한다.
- 라스타포풀로스(Roberto Rastapopoulos)

땡땡의 모험에서 등장하는 악당. 파라오의 시가에서 제일 처음 등장하였으며 국제 마약, 노예 조직의 두목이다. 영화 제작자이기도 했다. '시드니행 714편'에서 외계인들에 의해 UFO를 타고 어디론가 가버린다.

## 애니메이션
- 벨비지옹(Belvision) 스튜디오에 의해 땡땡 극장판 애니메이션인 《태양의 신전》과 《땡땡과 상어 호수》가 만들어졌다.
- 1991년 프랑스의 엘립스 애니메이션과 캐나다의 넬바나 애니메이션 회사에 의해 땡땡의 모험 TV 애니메이션 시리즈가 만들어졌다.
- 2011년 틴틴: 유니콘호의 비밀이 3D 입체영화(스티븐 스필버그)로 나왔다.

## 한국에서의 소개
- 월간 만화잡지 《보물섬》 창간호부터 〈땡땡 - 모험 시리즈〉로 연재되었다.
- 투니버스에서《틴틴 - 위험한 휴가(땡땡과 상어호수)》,《태양의 신전》이 방영되었다.
- 대교방송에서 TV 애니메이션 시리즈가《소년기자 틴틴》이라는 이름으로 방영되었다.
- MBC에서 TV 애니메이션 시리즈가 《틴틴의 대모험》이라는 이름으로 방영되었다.
- 1999년 EBS에서 TV애니메이션 시리즈가 《틴틴의 대모험 》이라는 이름으로 방영되었다.
- 90년대 초반에 진주의 코스모스 출판사에서 세 권의 한국어판[5]이 출간되었다.
- 2000년에 솔 출판사에서 전집[6]이 나왔다.

## 인용
프랑스의 대통령이었던 샤를 드 골이 “세계에서 나의 유일한 라이벌이 있는데, 바로 땡땡이다.(Au fond, je n'ai qu'un seul rival international : c'est Tintin.)”라는 말을 남긴 것으로 유명하다.

## 참고 문헌헌
- Anders Høgsbro Østergaard, Tintin and I (2003)
- 브느와 페터스(Benoit Peeters) (1983) Le Monde d’Hergé(에르제의 세계), 카스테르만.
- 브느와 페터스 (1984) Les Bijoux ravis, une lecture moderne de Tintin. Magic-Strip.
- 마이클 파(Michael Farr) Tintin: The Complete Companion, John Murray (2001) ISBN 0-7195-5522-1
- "Faces of the week" by Andrew Walker, BBC Magazine, 16 December 2005, retrieved 27 January 2005